# 新潟県道591号中条インター線
新潟県道591号中条インター線（にいがたけんどう591ごう なかじょうインターせん）は、新潟県胎内市を通る一般県道である。終点付近で、同県新発田市域をわずかに通過する。

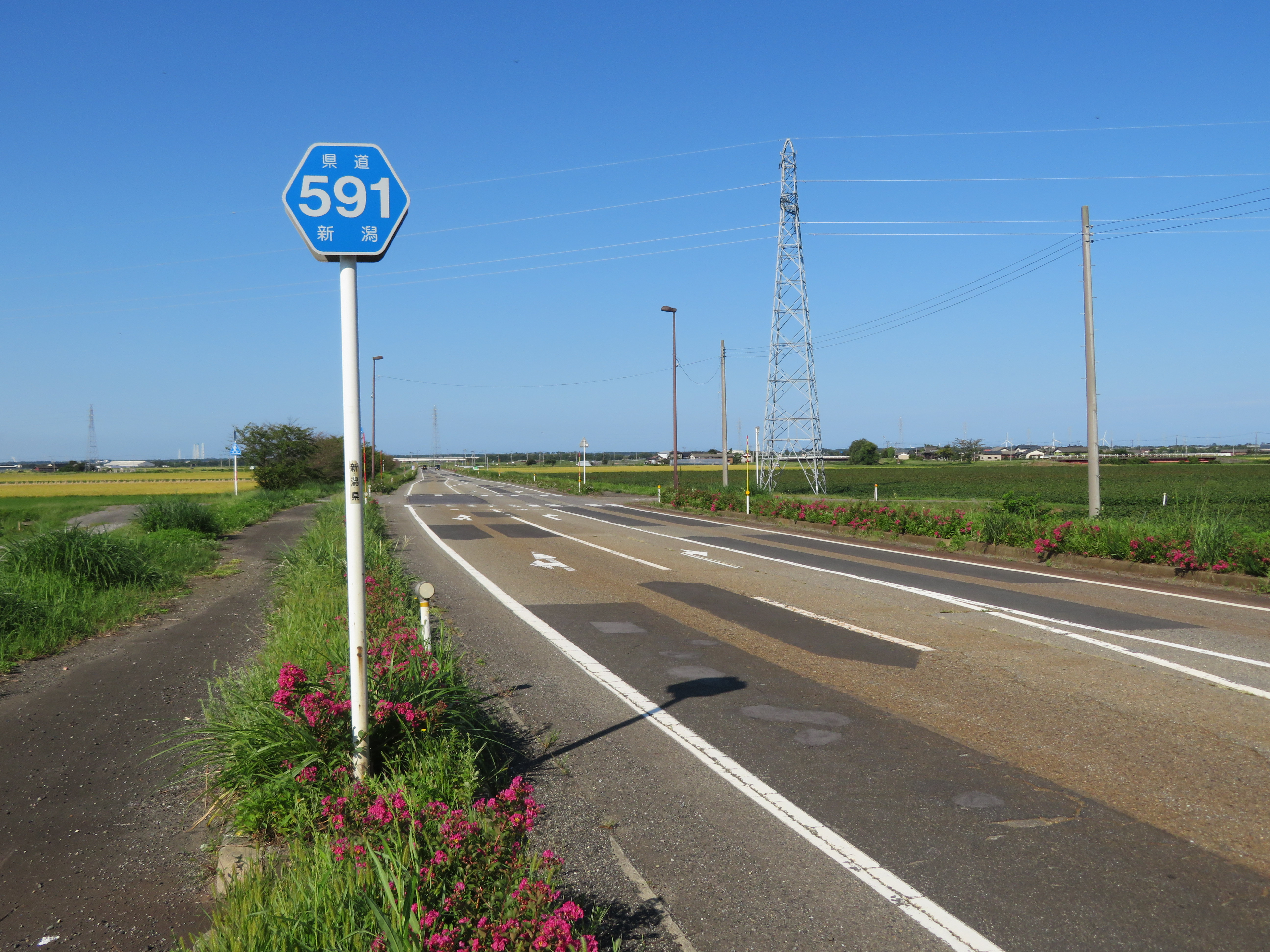
胎内市船戸付近

## 概要

### 路線データ
- 起点：新潟県胎内市中倉543-1[1]（新潟県道3号新潟新発田村上線・新潟県道54号中条紫雲寺線交点）
- 終点：新潟県胎内市船戸376-1[1]（国道7号・新潟県道343号下長橋上館線交点）

## 通過する自治体
- 新潟県
  - 胎内市 - 新発田市 - 胎内市

## 接続する道路
- 新潟県道3号新潟新発田村上線・新潟県道54号中条紫雲寺線（バイパス）（起点：中倉交差点）
- 日本海東北自動車道（中条インターチェンジ）
- 国道7号（中条黒川バイパス）・新潟県道343号下長橋上館線（終点：二軒茶屋交差点）

## 周辺
- JR羽越本線 金塚駅
- 太平洋（学校法人）